# Batalla de Irpín
La Batalla de Irpín fue una batalla que se libró por el control de la ciudad de Irpín entre las fuerzas armadas rusas y las ucranianas durante la invasión rusa de Ucrania de 2022. Como parte de la ofensiva de Kiev (2022), las fuerzas rusas buscaron el control sobre Irpín, Bucha y Hostómel para rodear y asediar la capital ucraniana, Kiev, desde el oeste. Debido a la intensidad de la ofensiva de Kiev, la Administración Estatal del Óblast de Kiev nombró a Bucha, junto con Irpín, Hostómel, la Autopista M06 y Vyshgorod como los lugares más peligrosos del óblast de Kiev.

## Antecedentes
Al comienzo de la invasión, al norte de Irpín en la ciudad de Hostómel, las fuerzas rusas capturaron el aeropuerto de Hostómel y establecieron un punto de apoyo en la ciudad. Aunque el ejército ucraniano disputó la ocupación rusa en Hostómel, las fuerzas rusas comenzaron a moverse hacia el sur para capturar Irpín y la cercana ciudad de Bucha con el objetivo de rodear Kiev.
El 25 de febrero de 2022, las fuerzas ucranianas destruyeron una columna rusa que se dirigía a Irpín. El 26 de febrero de 2022, un residente en Irpín grabó un video que afirmaba que los paracaidistas rusos se disfrazaban de civiles.

## Batalla

### 27-28 de febrero

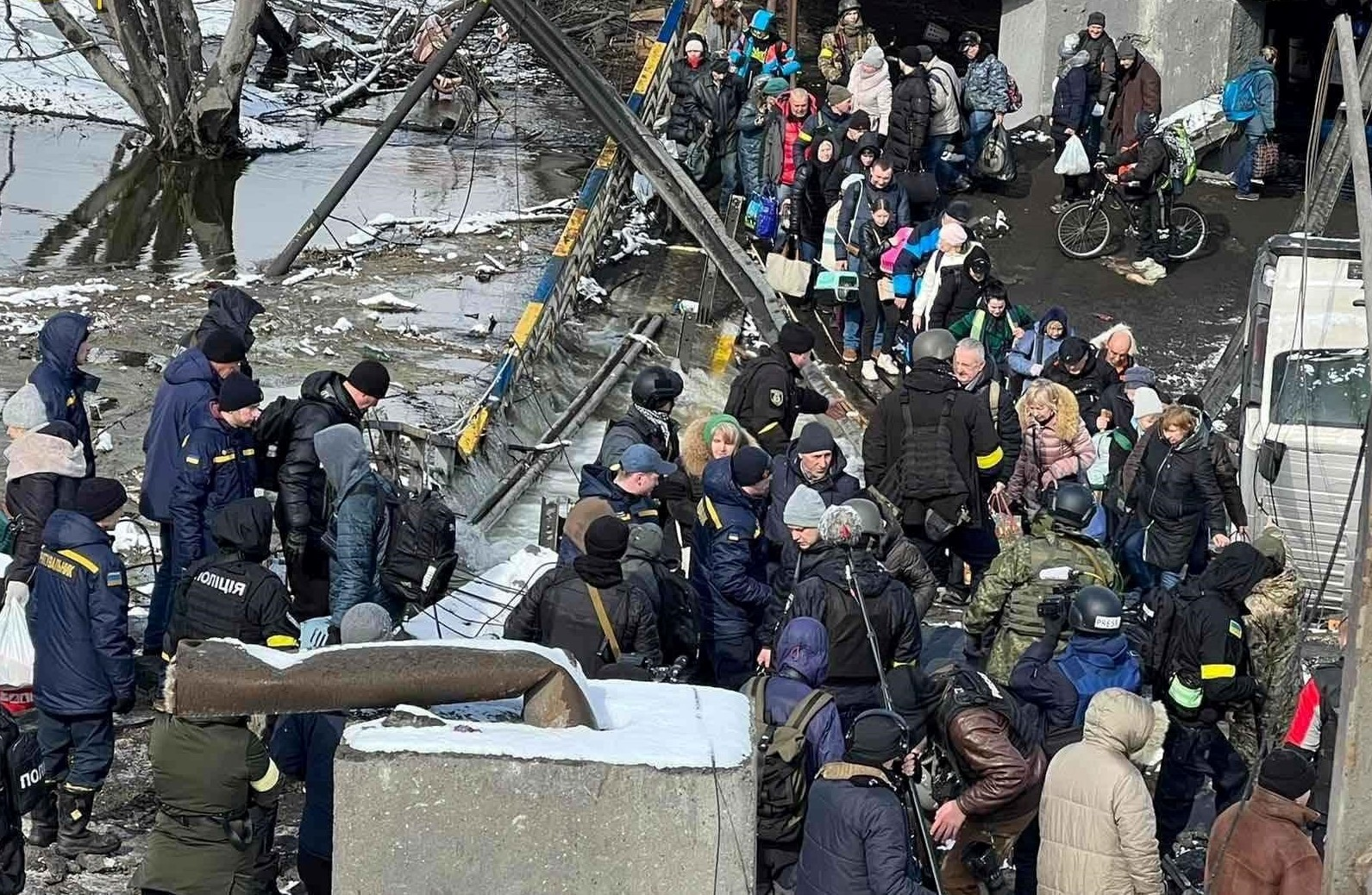
Un traslado de civiles de Irpín a Kiev debido a los ataques rusos.

Blindado ruso destruido en Irpin

El 27 de febrero, las fuerzas ucranianas informaron que las fuerzas terrestres rusas habían avanzado hacia Bucha y más tarde hicieron un avance desde Bucha hacia Irpín, iniciando así también la batalla por Irpín. Se produjo una batalla de tanques dentro de la ciudad mientras la infantería ucraniana se enfrentaba al VDV ruso. El alcalde de Irpín, Oleksandr Markushin, informó que las fuerzas rusas estaban tratando de atravesar la ciudad, pero estaban siendo rechazadas por las Fuerzas Terrestres y las Fuerzas de Defensa Territorial de Ucrania, con refuerzos de tanques provenientes de Bucha. Intensos combates ocurrieron en el Giraffe Mall, ubicado entre Bucha e Irpín. Videos publicados por soldados ucranianos mostraron un vehículo blindado de transporte de personal destruido y al menos seis soldados rusos muertos.
Las fuerzas ucranianas utilizaron cohetes y bombardeos de artillería y ataques aéreos para detener los avances rusos. Las fuerzas ucranianas también destruyeron un puente que conecta Bucha e Irpín para evitar que más fuerzas terrestres rusas entraran en Irpín.
En algún momento del día, las autoridades ucranianas advirtieron a los residentes de Bucha que no se subieran a los autobuses que estaban «evacuando» fuera de la ciudad, ya que no han iniciado ninguna evacuación. Las autoridades ucranianas afirmaron que fue una artimaña empleada por las fuerzas rusas para seguir detrás de los autobuses completamente cargados con el fin de entrar en Kiev, utilizando a los civiles como escudos humanos. Esta advertencia también fue reportada en Bucha el mismo día.
El 28 de febrero de 2022, el asesor Oleksiy Arestovych, informó que las fuerzas ucranianas atacaron a las fuerzas rusas en la carretera Irpín-Zhytomyr durante la mañana y que más de 200 unidades de varios vehículos fueron destruidas o dañadas a las 2 p. m.

### 1-5 de marzo

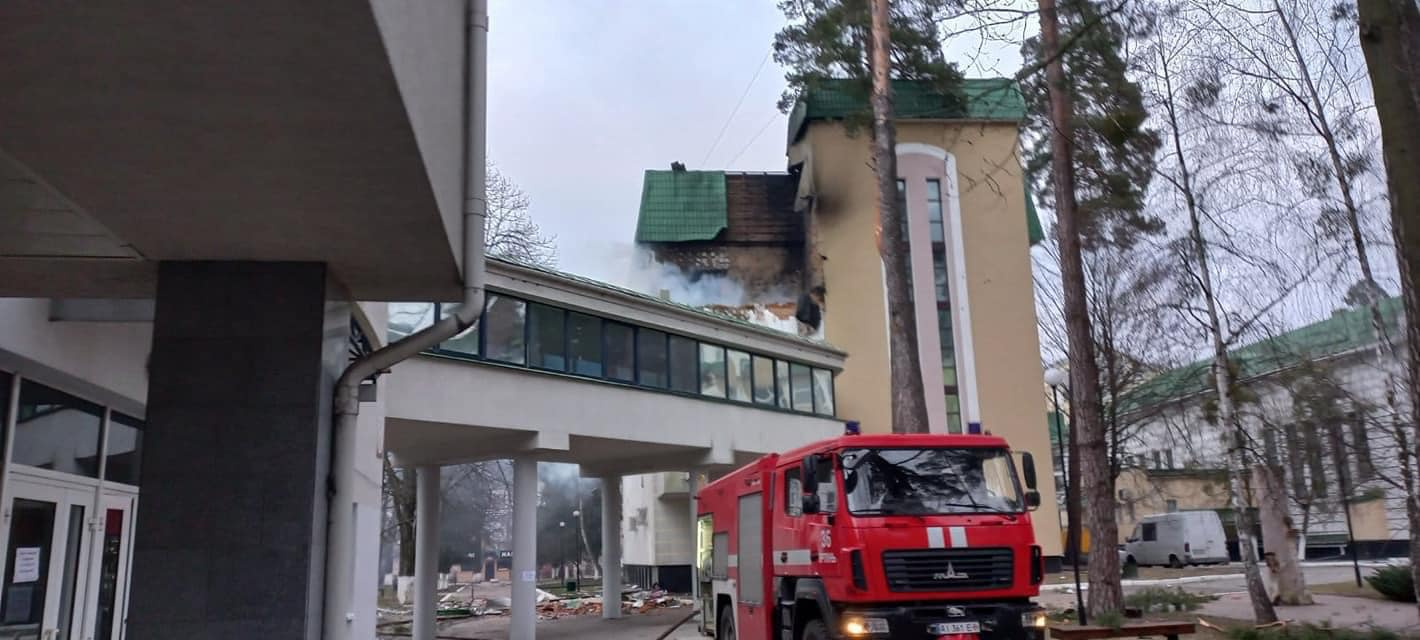
La Universidad del Servicio Estatal de Impuestos de Ucrania en Irpín dañada por bombardeos rusos, 4 de marzo.

El 2 de marzo de 2022, dos Su-25 rusos llevaron a cabo ataques aéreos en Irpín. Dos misiles alcanzaron un edificio residencial, matando a un niño e hiriendo a una mujer. Uno de los Su-25 fue derribado a su vez. Una inspección minuciosa reveló el número de vuelo de la aeronave RF-91961, que más tarde identificó la aeronave como un Su-25SM perteneciente al 18º Regimiento de Aviación de Asalto de la Guardia Rusa. Se desconoce el destino del piloto.
Las Fuerzas Terrestres de Ucrania informaron que las fuerzas rusas han comenzado a perder la iniciativa ofensiva, teniendo bajas significativas y siendo detenidas en «fronteras desfavorables».
El 3 de marzo de 2022, la Administración Estatal del Óblast de Kiev anunció que la ayuda humanitaria se dirigía hacia Bucha e Irpín, así como las evacuaciones que comenzaban en ambas ciudades. Se informó que más de 1500 mujeres y niños fueron evacuados en tren y otros 250 fueron evacuados en autobús. Sin embargo, estas evacuaciones se complicaron por la destrucción de las vías férreas en algunas rutas y las escaramuzas en curso entre las fuerzas ucranianas y rusas.
Valerii Zaluzhnyi, Comandante en Jefe de las Fuerzas Armadas de Ucrania, anunció que un Su-30 ruso fue derribado sobre Irpín.
El 5 de marzo de 2022, las Fuerzas Terrestres ucranianas comenzaron a evacuar a los civiles de Irpín a Kiev a pie. Complicando los esfuerzos está un puente colapsado que fue bombardeado por aviones de guerra.

### 6-10 de marzo
El 6 de marzo de 2022, se informó que las fuerzas rusas todavía tenían el control de partes de Irpín. Durante la evacuación, ocho civiles, dos de los cuales eran niños, murieron por un bombardeo sospechoso de haber sido disparado por unidades de mortero rusas, mientras las fuerzas ucranianas disparaban proyectiles de mortero en dirección a las fuerzas rusas desde una posición militar a unos 180 metros de la intersección. Según Human Rights Watch, las acciones de Rusia pueden haber violado las leyes de guerra y las fuerzas ucranianas tienen la obligación de tomar todas las precauciones posibles para evitar o minimizar el daño civil. El mismo día, Pavlo Lee, un actor ucraniano convertido en soldado, fue asesinado durante el bombardeo ruso en Irpín.
El 7 de marzo, la portada de The New York Times publicó una foto que mostraba a dos niños y su madre tirados en la calle, después de ser golpeados por un mortero. Su equipaje se podía ver disperso. (50.490091°N 30.260309°E) The Times sugirió que los rusos estaban atacando intencionalmente a civiles que huían. La madre, Tatiana Perebeinis, y su esposo, Serhiy, eran empleados de la compañía de software SE Ranking con sede en Palo Alto, California, donde ella era la contadora principal, y su esposo era programador. El esposo se enteró de la muerte de su familia a través de Twitter.
El 8 de marzo, el alcalde de Irpín, Oleksandr Markushyn, informó de que había recibido amenazas exigiendo la entrega de la ciudad a las fuerzas rusas, que rechazó, diciendo que «Irpín no se puede comprar, Irpín lucha».
El 9 de marzo de 2022, cuando se vio a las tropas rusas patrullando algunas de las calles desiertas de Irpín, las fuerzas ucranianas iniciaron una evacuación masiva en todo el óblast de Kiev, incluido Irpín. Hasta 20 000 civiles han sido evacuados de la región de Kiev y la evacuación continuó hasta el 10 de marzo durante su anuncio. La Administración Estatal del Óblast de Kiev informó que se produjeron combates nocturnos en Irpín.

### 13-14 de marzo
El periodista estadounidense Brent Renaud fue asesinado en Irpín el 13 de marzo cuando las fuerzas rusas en un puesto de control dispararon contra un automóvil que transportaba a periodistas no ucranianos. En el momento de su muerte llevaba credenciales de prensa emitidas por The New York Times, aunque no estaba trabajando con la organización. Otros dos periodistas también resultaron heridos en el ataque.
Según los informes, la mitad de la ciudad fue capturada por las fuerzas rusas hasta el 14 de marzo.